# Miklós Ungvári
Miklós Ungvári, född den 15 oktober 1980 i Cegléd, Ungern, är en ungersk judoutövare.
Han tog OS-silver i herrarnas halv lättvikt i samband med de olympiska judotävlingarna 2012 i London.